# 타브리다현

타브리다현의 문장

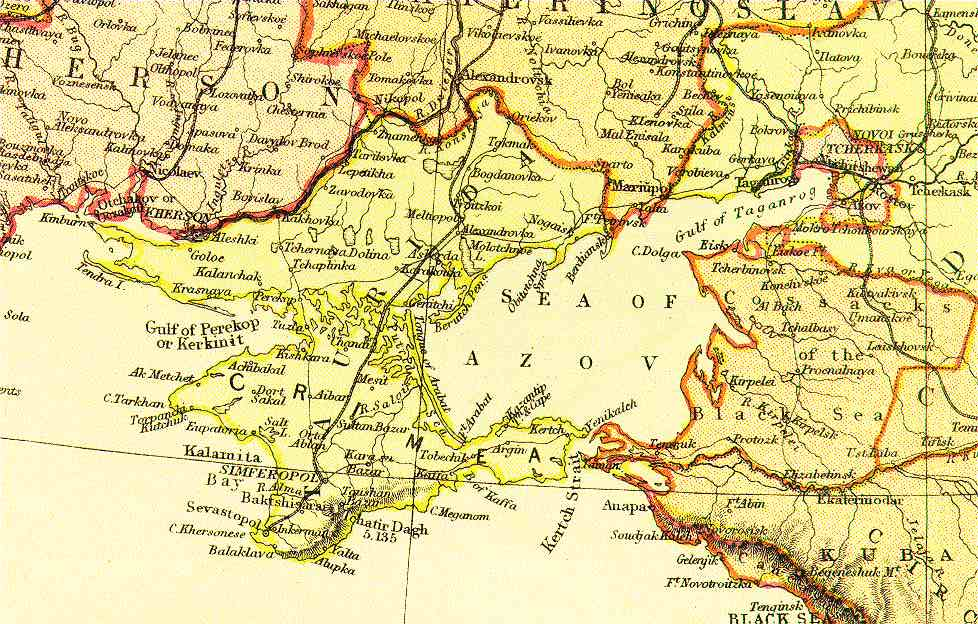
타브리다현의 지도

타브리다현(러시아어: Таврическая губерния 타브리체스카야 구베르니야[*])은 1802년부터 1921년까지 존재했던 러시아 제국의 현으로 현도는 심페로폴이며 면적은 39,497km2, 인구는 1,634,700명(1906년 당시 기준)이다. 현재의 크림반도, 흑해 연안, 아조프해 연안에 걸쳐 있었다. 타브리다라는 이름은 크림반도의 그리스어 표기에서 유래된 이름이다.